# Lista över fornlämningar i Vetlanda kommun
Lista över fornlämningar i Vetlanda kommun är en förteckning av ett urval av de fornlämningar som finns i Vetlanda kommun.

## Alseda
| Namn                                 | Lämningstyp                 | Tillkomsttid | Historisk indelning | Plats | Läge                 | ID-nr          | Bild                                      |
| ------------------------------------ | --------------------------- | ------------ | ------------------- | ----- | -------------------- | -------------- | ----------------------------------------- |
| Alseda 1:1                           | Röse                        |              | Alseda, Småland     |       | 57.450683, 15.221411 | 10056000010001 | Ladda upp en bild av detta fornminne      |
| Alseda 1:2                           | Röse                        |              | Alseda, Småland     |       | 57.450666, 15.221611 | 10056000010002 | Ladda upp en bild av detta fornminne      |
| Alseda 2:1                           | Röse                        |              | Alseda, Småland     |       | 57.449746, 15.221086 | 10056000020001 | Ladda upp en bild av detta fornminne      |
| Alseda 3:1                           | Gravfält                    |              | Alseda, Småland     |       | 57.450725, 15.191200 | 10056000030001 | Ladda upp en bild av detta fornminne      |
| Alseda 4:1                           | Stenkammargrav              |              | Alseda, Småland     |       | 57.441526, 15.231578 | 10056000040001 | Ladda upp en bild av detta fornminne      |
| Alseda 7:1                           | Röse                        |              | Alseda, Småland     |       | 57.390105, 15.326994 | 10056000070001 | Ladda upp en bild av detta fornminne      |
| Alseda 7:2                           | Röse                        |              | Alseda, Småland     |       | 57.390065, 15.327861 | 10056000070002 | Ladda upp en bild av detta fornminne      |
| Alseda 7:3                           | Stensättning                |              | Alseda, Småland     |       | 57.389995, 15.327467 | 10056000070003 | Ladda upp en bild av detta fornminne      |
| Alseda 9:1                           | Runristning                 |              | Alseda, Småland     |       | 57.420430, 15.250753 | 10056000090001 | Ladda upp en bild av detta fornminne      |
| Rösbacken och Kyrkorör (Alseda 10:1) | Röse                        |              | Alseda, Småland     |       | 57.385246, 15.301593 | 10056000100001 | Ladda upp en bild av detta fornminne      |
| Alseda 11:1                          | Röse                        |              | Alseda, Småland     |       | 57.386969, 15.297886 | 10056000110001 | Ladda upp en bild av detta fornminne      |
| Alseda 12:1                          | Stenkammargrav              |              | Alseda, Småland     |       | 57.375878, 15.316928 | 10056000120001 | Ladda upp en bild av detta fornminne      |
| Alseda 13:1                          | Röse                        |              | Alseda, Småland     |       | 57.376011, 15.315830 | 10056000130001 | Ladda upp en bild av detta fornminne      |
| Alseda 14:1                          | Röse                        |              | Alseda, Småland     |       | 57.376665, 15.313350 | 10056000140001 | Ladda upp en bild av detta fornminne      |
| Alseda 15:1                          | Röse                        |              | Alseda, Småland     |       | 57.377671, 15.314195 | 10056000150001 | Ladda upp en bild av detta fornminne      |
| Alseda 16:1                          | Gravfält                    |              | Alseda, Småland     |       | 57.400479, 15.272482 | 10056000160001 | Ladda upp en bild av detta fornminne      |
| Alseda 18:1                          | Runristning                 |              | Alseda, Småland     |       | 57.403746, 15.314889 | 10056000180001 | Ladda upp en till bild av detta fornminne |
| Alseda 19:1                          | Gravfält                    |              | Alseda, Småland     |       | 57.403049, 15.312317 | 10056000190001 | Ladda upp en bild av detta fornminne      |
| Alseda 21:1                          | Runristning                 |              | Alseda, Småland     |       | 57.401467, 15.338876 | 10056000210001 | Ladda upp en bild av detta fornminne      |
| Alseda 25:1                          | Stensättning                |              | Alseda, Småland     |       | 57.377854, 15.317005 | 10056000250001 | Ladda upp en bild av detta fornminne      |
| Alseda 26:1                          | Stensättning                |              | Alseda, Småland     |       | 57.382431, 15.322927 | 10056000260001 | Ladda upp en bild av detta fornminne      |
| Alseda 27:1                          | Röse                        |              | Alseda, Småland     |       | 57.458710, 15.211463 | 10056000270001 | Ladda upp en bild av detta fornminne      |
| Alseda 28:1                          | Röse                        |              | Alseda, Småland     |       | 57.456433, 15.212585 | 10056000280001 | Ladda upp en bild av detta fornminne      |
| Alseda 28:2                          | Stensättning                |              | Alseda, Småland     |       | 57.456427, 15.212102 | 10056000280002 | Ladda upp en bild av detta fornminne      |
| Alseda 28:3                          | Stensättning                |              | Alseda, Småland     |       | 57.456327, 15.212057 | 10056000280003 | Ladda upp en bild av detta fornminne      |
| Alseda 28:4                          | Stensättning                |              | Alseda, Småland     |       | 57.456237, 15.212011 | 10056000280004 | Ladda upp en bild av detta fornminne      |
| Alseda 29:1                          | Röse                        |              | Alseda, Småland     |       | 57.395150, 15.212702 | 10056000290001 | Ladda upp en bild av detta fornminne      |
| Alseda 30:1                          | Gravfält                    |              | Alseda, Småland     |       | 57.417438, 15.206632 | 10056000300001 | Ladda upp en bild av detta fornminne      |
| Alseda 39:1                          | Stensättning                |              | Alseda, Småland     |       | 57.419013, 15.223541 | 10056000390001 | Ladda upp en bild av detta fornminne      |
| Alseda 128:1                         | Röse                        |              | Alseda, Småland     |       | 57.470293, 15.240478 | 10056001280001 | Ladda upp en bild av detta fornminne      |
| Alseda 129:1                         | Röse                        |              | Alseda, Småland     |       | 57.470242, 15.242516 | 10056001290001 | Ladda upp en bild av detta fornminne      |
| Alseda 145:1                         | Röse                        |              | Alseda, Småland     |       | 57.389486, 15.328894 | 10056001450001 | Ladda upp en bild av detta fornminne      |
| Alseda 148:1                         | Stensättning                |              | Alseda, Småland     |       | 57.396376, 15.313956 | 10056001480001 | Ladda upp en bild av detta fornminne      |
| Alseda 151:1                         | Röse                        |              | Alseda, Småland     |       | 57.391729, 15.277078 | 10056001510001 | Ladda upp en bild av detta fornminne      |
| Alseda 151:2                         | Röse                        |              | Alseda, Småland     |       | 57.391750, 15.277477 | 10056001510002 | Ladda upp en bild av detta fornminne      |
| Alseda 151:3                         | Röse                        |              | Alseda, Småland     |       | 57.391635, 15.277763 | 10056001510003 | Ladda upp en bild av detta fornminne      |
| Alseda 162:1                         | Röse                        |              | Alseda, Småland     |       | 57.427626, 15.217271 | 10056001620001 | Ladda upp en bild av detta fornminne      |
| Alseda 164:2                         | Röse                        |              | Alseda, Småland     |       | 57.424331, 15.242586 | 10056001640002 | Ladda upp en bild av detta fornminne      |
| Alseda 167:1                         | Grav- och boplatsområde     |              | Alseda, Småland     |       | 57.419259, 15.250862 | 10056001670001 | Ladda upp en bild av detta fornminne      |
| Alseda 170:1                         | Stenkammargrav              |              | Alseda, Småland     |       | 57.438562, 15.236462 | 10056001700001 | Ladda upp en bild av detta fornminne      |
| Alseda 171:1                         | Stensättning                |              | Alseda, Småland     |       | 57.421569, 15.361742 | 10056001710001 | Ladda upp en bild av detta fornminne      |
| Alseda 173:1                         | Stensättning                |              | Alseda, Småland     |       | 57.440086, 15.228565 | 10056001730001 | Ladda upp en bild av detta fornminne      |
| Alseda 173:2                         | Stensättning                |              | Alseda, Småland     |       | 57.439826, 15.228762 | 10056001730002 | Ladda upp en bild av detta fornminne      |
| Alseda 174:1                         | Röse                        |              | Alseda, Småland     |       | 57.444076, 15.235247 | 10056001740001 | Ladda upp en bild av detta fornminne      |
| Alseda 353                           | Grav markerad av sten/block |              | Alseda, Småland     |       | 57.417298, 15.238559 | 12000000080310 | Ladda upp en bild av detta fornminne      |
| Alseda 396                           | Runristning                 |              | Alseda, Småland     |       | 57.401470, 15.318661 | 12000000134247 | Ladda upp en bild av detta fornminne      |

## Björkö
| Namn        | Lämningstyp  | Tillkomsttid | Historisk indelning | Plats | Läge                 | ID-nr          | Bild                                      |
| ----------- | ------------ | ------------ | ------------------- | ----- | -------------------- | -------------- | ----------------------------------------- |
| Björkö 2:1  | Borg         |              | Björkö, Småland     |       | 57.510454, 14.858364 | 10056800020001 | Ladda upp en bild av detta fornminne      |
| Björkö 4:1  | Röse         |              | Björkö, Småland     |       | 57.513619, 14.963801 | 10056800040001 | Ladda upp en bild av detta fornminne      |
| Björkö 5:1  | Runristning  |              | Björkö, Småland     |       | 57.515602, 14.904477 | 10056800050001 | Ladda upp en bild av detta fornminne      |
| Björkö 6:1  | Stensättning |              | Björkö, Småland     |       | 57.499158, 14.902075 | 10056800060001 | Ladda upp en bild av detta fornminne      |
| Björkö 7:1  | Stensättning |              | Björkö, Småland     |       | 57.498055, 14.899916 | 10056800070001 | Ladda upp en bild av detta fornminne      |
| Björkö 10:1 | Stensättning |              | Björkö, Småland     |       | 57.550667, 14.908619 | 10056800100001 | Ladda upp en bild av detta fornminne      |
| Björkö 11:1 | Runristning  |              | Björkö, Småland     |       | 57.549446, 14.908303 | 10056800110001 | Ladda upp en bild av detta fornminne      |
| Björkö 12:1 | Gravfält     |              | Björkö, Småland     |       | 57.549839, 14.902088 | 10056800120001 | Ladda upp en bild av detta fornminne      |
| Björkö 19:1 | Röse         |              | Björkö, Småland     |       | 57.523233, 14.968261 | 10056800190001 | Ladda upp en bild av detta fornminne      |
| Björkö 20:1 | Gravfält     |              | Björkö, Småland     |       | 57.518178, 14.970906 | 10056800200001 | Ladda upp en till bild av detta fornminne |
| Björkö 22:1 | Röse         |              | Björkö, Småland     |       | 57.519770, 14.926615 | 10056800220001 | Ladda upp en bild av detta fornminne      |
| Björkö 22:2 | Stensättning |              | Björkö, Småland     |       | 57.519777, 14.926431 | 10056800220002 | Ladda upp en bild av detta fornminne      |
| Björkö 22:3 | Stensättning |              | Björkö, Småland     |       | 57.519776, 14.926247 | 10056800220003 | Ladda upp en bild av detta fornminne      |
| Björkö 23:1 | Röse         |              | Björkö, Småland     |       | 57.505579, 14.933996 | 10056800230001 | Ladda upp en bild av detta fornminne      |
| Björkö 122  | Röse         |              | Björkö, Småland     |       | 57.514261, 14.904429 | 12000000000961 | Ladda upp en bild av detta fornminne      |
| Björkö 125  | Stensättning |              | Björkö, Småland     |       | 57.513940, 14.905449 | 12000000096734 | Ladda upp en bild av detta fornminne      |

## Bäckaby
| Namn                       | Lämningstyp  | Tillkomsttid | Historisk indelning | Plats | Läge                 | ID-nr          | Bild                                 |
| -------------------------- | ------------ | ------------ | ------------------- | ----- | -------------------- | -------------- | ------------------------------------ |
| Bäckaby 1:1                | Gravfält     |              | Bäckaby, Småland    |       | 57.304164, 14.953626 | 10057900010001 | Ladda upp en bild av detta fornminne |
| Bäckaby 2:1                | Röse         |              | Bäckaby, Småland    |       | 57.303365, 14.952259 | 10057900020001 | Ladda upp en bild av detta fornminne |
| Bäckaby 3:1                | Röse         |              | Bäckaby, Småland    |       | 57.304285, 14.951652 | 10057900030001 | Ladda upp en bild av detta fornminne |
| Bäckaby 4:1                | Gravfält     |              | Bäckaby, Småland    |       | 57.304064, 14.947762 | 10057900040001 | Ladda upp en bild av detta fornminne |
| Barnakulle (Bäckaby 6:1)   | Gravfält     |              | Bäckaby, Småland    |       | 57.286505, 14.943661 | 10057900060001 | Ladda upp en bild av detta fornminne |
| Bäckaby 7:1                | Röse         |              | Bäckaby, Småland    |       | 57.293624, 14.960851 | 10057900070001 | Ladda upp en bild av detta fornminne |
| Bäckaby 9:1                | Stensättning |              | Bäckaby, Småland    |       | 57.269272, 14.911704 | 10057900090001 | Ladda upp en bild av detta fornminne |
| Bäckaby 10:1               | Gravfält     |              | Bäckaby, Småland    |       | 57.265806, 14.920063 | 10057900100001 | Ladda upp en bild av detta fornminne |
| Bäckaby 14:1               | Stensättning |              | Bäckaby, Småland    |       | 57.274127, 14.883538 | 10057900140001 | Ladda upp en bild av detta fornminne |
| Bäckaby 20:1               | Röse         |              | Bäckaby, Småland    |       | 57.245092, 14.955497 | 10057900200001 | Ladda upp en bild av detta fornminne |
| Bäckaby 21:1               | Stensättning |              | Bäckaby, Småland    |       | 57.249224, 14.986017 | 10057900210001 | Ladda upp en bild av detta fornminne |
| Bäckaby 27:1               | Röse         |              | Bäckaby, Småland    |       | 57.245527, 14.954013 | 10057900270001 | Ladda upp en bild av detta fornminne |
| Bäckaby 28:1               | Stensättning |              | Bäckaby, Småland    |       | 57.279199, 14.937407 | 10057900280001 | Ladda upp en bild av detta fornminne |
| Bäckaby 31:1               | Gravfält     |              | Bäckaby, Småland    |       | 57.264283, 14.931424 | 10057900310001 | Ladda upp en bild av detta fornminne |
| Bäckaby 38:1               | Stensättning |              | Bäckaby, Småland    |       | 57.266522, 14.918718 | 10057900380001 | Ladda upp en bild av detta fornminne |
| Lunnabacken (Bäckaby 45:1) | Gravfält     |              | Bäckaby, Småland    |       | 57.257607, 14.950734 | 10057900450001 | Ladda upp en bild av detta fornminne |
| Bäckaby 46:1               | Stensättning |              | Bäckaby, Småland    |       | 57.245007, 14.957143 | 10057900460001 | Ladda upp en bild av detta fornminne |
| Bäckaby 48:1               | Röse         |              | Bäckaby, Småland    |       | 57.264378, 14.932394 | 10057900480001 | Ladda upp en bild av detta fornminne |
| Bäckaby 54:1               | Röse         |              | Bäckaby, Småland    |       | 57.271586, 14.952011 | 10057900540001 | Ladda upp en bild av detta fornminne |
| Bäckaby 60:1               | Röse         |              | Bäckaby, Småland    |       | 57.261362, 14.917489 | 10057900600001 | Ladda upp en bild av detta fornminne |
| Bäckaby 62:1               | Stensättning |              | Bäckaby, Småland    |       | 57.285321, 14.944303 | 10057900620001 | Ladda upp en bild av detta fornminne |
| Bäckaby 63:1               | Stensättning |              | Bäckaby, Småland    |       | 57.303695, 14.950785 | 10057900630001 | Ladda upp en bild av detta fornminne |
| Bäckaby 78:1               | Stensättning |              | Bäckaby, Småland    |       | 57.274165, 14.929553 | 10057900780001 | Ladda upp en bild av detta fornminne |
| Bäckaby 92:1               | Röse         |              | Bäckaby, Småland    |       | 57.285812, 14.959569 | 10057900920001 | Ladda upp en bild av detta fornminne |
| Bäckaby 102:1              | Stenkrets    |              | Bäckaby, Småland    |       | 57.303713, 14.947187 | 10057901020001 | Ladda upp en bild av detta fornminne |
| Bäckaby 102:2              | Stenkrets    |              | Bäckaby, Småland    |       | 57.303649, 14.947023 | 10057901020002 | Ladda upp en bild av detta fornminne |

## Bäckseda
| Namn                    | Lämningstyp                      | Tillkomsttid | Historisk indelning | Plats | Läge                 | ID-nr          | Bild                                 |
| ----------------------- | -------------------------------- | ------------ | ------------------- | ----- | -------------------- | -------------- | ------------------------------------ |
| Bäckseda 1:1            | Gravfält                         |              | Bäckseda, Småland   |       | 57.408366, 15.094851 | 10058000010001 | Ladda upp en bild av detta fornminne |
| Bäckseda 2:1            | Gravfält                         |              | Bäckseda, Småland   |       | 57.403452, 15.085941 | 10058000020001 | Ladda upp en bild av detta fornminne |
| Bäckseda 3:1            | Röse                             |              | Bäckseda, Småland   |       | 57.401527, 15.083533 | 10058000030001 | Ladda upp en bild av detta fornminne |
| Bäckseda 4:2            | Röse                             |              | Bäckseda, Småland   |       | 57.397269, 15.084800 | 10058000040002 | Ladda upp en bild av detta fornminne |
| Bredarör (Bäckseda 5:1) | Röse                             |              | Bäckseda, Småland   |       | 57.378854, 15.072731 | 10058000050001 | Ladda upp en bild av detta fornminne |
| Bredarör (Bäckseda 5:2) | Röse                             |              | Bäckseda, Småland   |       | 57.378684, 15.072758 | 10058000050002 | Ladda upp en bild av detta fornminne |
| Bredarör (Bäckseda 5:3) | Röse                             |              | Bäckseda, Småland   |       | 57.378522, 15.072752 | 10058000050003 | Ladda upp en bild av detta fornminne |
| Bredarör (Bäckseda 5:4) | Stensättning                     |              | Bäckseda, Småland   |       | 57.378524, 15.072369 | 10058000050004 | Ladda upp en bild av detta fornminne |
| Bredarör (Bäckseda 5:5) | Stensättning                     |              | Bäckseda, Småland   |       | 57.378714, 15.072440 | 10058000050005 | Ladda upp en bild av detta fornminne |
| Bäckseda 6:1            | Röse                             |              | Bäckseda, Småland   |       | 57.380790, 15.095184 | 10058000060001 | Ladda upp en bild av detta fornminne |
| Bäckseda 6:2            | Röse                             |              | Bäckseda, Småland   |       | 57.380907, 15.095726 | 10058000060002 | Ladda upp en bild av detta fornminne |
| Bäckseda 6:3            | Röse                             |              | Bäckseda, Småland   |       | 57.380913, 15.096058 | 10058000060003 | Ladda upp en bild av detta fornminne |
| Bäckseda 7:1            | Röse                             |              | Bäckseda, Småland   |       | 57.379806, 15.087227 | 10058000070001 | Ladda upp en bild av detta fornminne |
| Bäckseda 8:1            | Stenkammargrav                   |              | Bäckseda, Småland   |       | 57.379422, 15.068967 | 10058000080001 | Ladda upp en bild av detta fornminne |
| Bäckseda 9:1            | Röse                             |              | Bäckseda, Småland   |       | 57.378376, 15.085970 | 10058000090001 | Ladda upp en bild av detta fornminne |
| Bäckseda 9:2            | Röse                             |              | Bäckseda, Småland   |       | 57.377865, 15.085788 | 10058000090002 | Ladda upp en bild av detta fornminne |
| Bäckseda 9:3            | Röse                             |              | Bäckseda, Småland   |       | 57.377673, 15.086066 | 10058000090003 | Ladda upp en bild av detta fornminne |
| Bäckseda 10:1           | Röse                             |              | Bäckseda, Småland   |       | 57.376978, 15.098538 | 10058000100001 | Ladda upp en bild av detta fornminne |
| Bäckseda 10:2           | Röse                             |              | Bäckseda, Småland   |       | 57.376862, 15.099111 | 10058000100002 | Ladda upp en bild av detta fornminne |
| Bäckseda 11:1           | Röse                             |              | Bäckseda, Småland   |       | 57.374767, 15.089839 | 10058000110001 | Ladda upp en bild av detta fornminne |
| Bäckseda 12:1           | Röse                             |              | Bäckseda, Småland   |       | 57.369648, 15.087745 | 10058000120001 | Ladda upp en bild av detta fornminne |
| Bäckseda 14:1           | Röse                             |              | Bäckseda, Småland   |       | 57.382596, 15.066617 | 10058000140001 | Ladda upp en bild av detta fornminne |
| Bäckseda 21:1           | Röse                             |              | Bäckseda, Småland   |       | 57.407670, 15.074191 | 10058000210001 | Ladda upp en bild av detta fornminne |
| Bäckseda 78:1           | Stensättning                     |              | Bäckseda, Småland   |       | 57.397635, 15.078781 | 10058000780001 | Ladda upp en bild av detta fornminne |
| Bäckseda 80:1           | Stensättning                     |              | Bäckseda, Småland   |       | 57.405596, 15.068031 | 10058000800001 | Ladda upp en bild av detta fornminne |
| Bäckseda 81:1           | Röse                             |              | Bäckseda, Småland   |       | 57.402367, 15.069371 | 10058000810001 | Ladda upp en bild av detta fornminne |
| Bäckseda 82:1           | Stensättning                     |              | Bäckseda, Småland   |       | 57.388829, 15.067347 | 10058000820001 | Ladda upp en bild av detta fornminne |
| Bäckseda 86:1           | Röse                             |              | Bäckseda, Småland   |       | 57.377645, 15.073424 | 10058000860001 | Ladda upp en bild av detta fornminne |
| Bäckseda 89:1           | Ristning, medeltid/historisk tid |              | Bäckseda, Småland   |       | 57.373359, 15.119777 | 10058000890001 | Ladda upp en bild av detta fornminne |
| Bäckseda 109:2          | Röse                             |              | Bäckseda, Småland   |       | 57.397704, 15.085312 | 10058001090002 | Ladda upp en bild av detta fornminne |

## Fröderyd
| Namn                  | Lämningstyp  | Tillkomsttid | Historisk indelning | Plats           | Läge                 | ID-nr          | Bild                                      |
| --------------------- | ------------ | ------------ | ------------------- | --------------- | -------------------- | -------------- | ----------------------------------------- |
| Fröderyd 1:1          | Röse         |              | Fröderyd, Småland   |                 | 57.326812, 14.852884 | 10059200010001 | Ladda upp en bild av detta fornminne      |
| Fröderyd 1:2          | Röse         |              | Fröderyd, Småland   |                 | 57.326877, 14.853115 | 10059200010002 | Ladda upp en bild av detta fornminne      |
| Fröderyd 2:1          | Röse         |              | Fröderyd, Småland   |                 | 57.324392, 14.853974 | 10059200020001 | Ladda upp en bild av detta fornminne      |
| Fröderyd 2:2          | Röse         |              | Fröderyd, Småland   |                 | 57.324389, 14.853658 | 10059200020002 | Ladda upp en bild av detta fornminne      |
| Fröderyd 3:1          | Röse         |              | Fröderyd, Småland   |                 | 57.314978, 14.914454 | 10059200030001 | Ladda upp en bild av detta fornminne      |
| Fröderyd 4:1          | Röse         |              | Fröderyd, Småland   |                 | 57.289629, 14.873448 | 10059200040001 | Ladda upp en bild av detta fornminne      |
| Fröderyd 6:1          | Röse         |              | Fröderyd, Småland   |                 | 57.314213, 14.902241 | 10059200060001 | Ladda upp en bild av detta fornminne      |
| Fröderyd 6:2          | Stensättning |              | Fröderyd, Småland   |                 | 57.314224, 14.902507 | 10059200060002 | Ladda upp en bild av detta fornminne      |
| Fröderyd 7:1          | Röse         |              | Fröderyd, Småland   |                 | 57.315138, 14.903398 | 10059200070001 | Ladda upp en bild av detta fornminne      |
| Fröderyd 8:1          | Gravfält     |              | Fröderyd, Småland   |                 | 57.308178, 14.903741 | 10059200080001 | Ladda upp en bild av detta fornminne      |
| Fröderyd 9:1          | Stensättning |              | Fröderyd, Småland   |                 | 57.319215, 14.913119 | 10059200090001 | Ladda upp en bild av detta fornminne      |
| Fröderyd 10:1         | Röse         |              | Fröderyd, Småland   |                 | 57.320233, 14.910946 | 10059200100001 | Ladda upp en bild av detta fornminne      |
| Fröderyd 11:1         | Röse         |              | Fröderyd, Småland   |                 | 57.297575, 14.825422 | 10059200110001 | Ladda upp en bild av detta fornminne      |
| Fröderyd 12:1         | Röse         |              | Fröderyd, Småland   |                 | 57.299846, 14.895256 | 10059200120001 | Ladda upp en bild av detta fornminne      |
| Fröderyd 12:2         | Röse         |              | Fröderyd, Småland   |                 | 57.299952, 14.895070 | 10059200120002 | Ladda upp en bild av detta fornminne      |
| Sm 69 (Fröderyd 13:1) | Runristning  |              | Fröderyd, Småland   | Fröderyds kyrka | 57.320146, 14.868176 | 10059200130001 | Ladda upp en till bild av detta fornminne |
| Fröderyd 14:1         | Stensättning |              | Fröderyd, Småland   |                 | 57.303795, 14.889437 | 10059200140001 | Ladda upp en bild av detta fornminne      |
| Fröderyd 15:1         | Röse         |              | Fröderyd, Småland   |                 | 57.311756, 14.838217 | 10059200150001 | Ladda upp en bild av detta fornminne      |
| Fröderyd 16:1         | Stensättning |              | Fröderyd, Småland   |                 | 57.333251, 14.872228 | 10059200160001 | Ladda upp en bild av detta fornminne      |
| Fröderyd 17:1         | Stensättning |              | Fröderyd, Småland   |                 | 57.352894, 14.854273 | 10059200170001 | Ladda upp en bild av detta fornminne      |
| Fröderyd 36:1         | Gravfält     |              | Fröderyd, Småland   |                 | 57.337786, 14.860397 | 10059200360001 | Ladda upp en bild av detta fornminne      |
| Fröderyd 85:1         | Röse         |              | Fröderyd, Småland   |                 | 57.310220, 14.904848 | 10059200850001 | Ladda upp en bild av detta fornminne      |

## Karlstorp
| Namn           | Lämningstyp    | Tillkomsttid | Historisk indelning | Plats | Läge                 | ID-nr          | Bild                                 |
| -------------- | -------------- | ------------ | ------------------- | ----- | -------------------- | -------------- | ------------------------------------ |
| Karlstorp 67:1 | Stensättning   |              | Karlstorp, Småland  |       | 57.534029, 15.529455 | 10061500670001 | Ladda upp en bild av detta fornminne |
| Karlstorp 69:1 | Röse           |              | Karlstorp, Småland  |       | 57.527953, 15.534641 | 10061500690001 | Ladda upp en bild av detta fornminne |
| Karlstorp 69:2 | Röse           |              | Karlstorp, Småland  |       | 57.527881, 15.534524 | 10061500690002 | Ladda upp en bild av detta fornminne |
| Karlstorp 78:1 | Stenkammargrav |              | Karlstorp, Småland  |       | 57.512545, 15.457375 | 10061500780001 | Ladda upp en bild av detta fornminne |

## Korsberga
| Namn            | Lämningstyp                 | Tillkomsttid | Historisk indelning | Plats | Läge                 | ID-nr          | Bild                                 |
| --------------- | --------------------------- | ------------ | ------------------- | ----- | -------------------- | -------------- | ------------------------------------ |
| Korsberga 5:1   | Röse                        |              | Korsberga, Småland  |       | 57.323941, 15.169004 | 10061600050001 | Ladda upp en bild av detta fornminne |
| Korsberga 7:1   | Röse                        |              | Korsberga, Småland  |       | 57.330915, 15.160604 | 10061600070001 | Ladda upp en bild av detta fornminne |
| Korsberga 8:1   | Röse                        |              | Korsberga, Småland  |       | 57.304397, 15.160984 | 10061600080001 | Ladda upp en bild av detta fornminne |
| Korsberga 9:1   | Röse                        |              | Korsberga, Småland  |       | 57.313835, 15.184506 | 10061600090001 | Ladda upp en bild av detta fornminne |
| Korsberga 13:1  | Röse                        |              | Korsberga, Småland  |       | 57.305756, 15.144543 | 10061600130001 | Ladda upp en bild av detta fornminne |
| Korsberga 18:1  | Röse                        |              | Korsberga, Småland  |       | 57.326050, 15.186668 | 10061600180001 | Ladda upp en bild av detta fornminne |
| Korsberga 19:1  | Röse                        |              | Korsberga, Småland  |       | 57.326743, 15.192685 | 10061600190001 | Ladda upp en bild av detta fornminne |
| Korsberga 21:1  | Röse                        |              | Korsberga, Småland  |       | 57.269020, 15.157397 | 10061600210001 | Ladda upp en bild av detta fornminne |
| Korsberga 30:1  | Stenkammargrav              |              | Korsberga, Småland  |       | 57.297964, 15.135894 | 10061600300001 | Ladda upp en bild av detta fornminne |
| Korsberga 138:1 | Grav markerad av sten/block |              | Korsberga, Småland  |       | 57.312216, 15.216362 | 10061601380001 | Ladda upp en bild av detta fornminne |

## Lannaskede
| Namn                           | Lämningstyp                 | Tillkomsttid | Historisk indelning | Plats | Läge                 | ID-nr          | Bild                                 |
| ------------------------------ | --------------------------- | ------------ | ------------------- | ----- | -------------------- | -------------- | ------------------------------------ |
| Lannaskede 2:1                 | Röse                        |              | Lannaskede, Småland |       | 57.349536, 14.934192 | 10062300020001 | Ladda upp en bild av detta fornminne |
| Lannaskede 3:1                 | Röse                        |              | Lannaskede, Småland |       | 57.341675, 14.957543 | 10062300030001 | Ladda upp en bild av detta fornminne |
| Lannaskede 4:1                 | Stensättning                |              | Lannaskede, Småland |       | 57.345111, 14.939633 | 10062300040001 | Ladda upp en bild av detta fornminne |
| Lannaskede 5:2                 | Stensättning                |              | Lannaskede, Småland |       | 57.349552, 14.900432 | 10062300050002 | Ladda upp en bild av detta fornminne |
| Lannaskede 6:1                 | Gravfält                    |              | Lannaskede, Småland |       | 57.348828, 14.894691 | 10062300060001 | Ladda upp en bild av detta fornminne |
| Lannaskede 7:1                 | Röse                        |              | Lannaskede, Småland |       | 57.348065, 14.895354 | 10062300070001 | Ladda upp en bild av detta fornminne |
| Lannaskede 8:1                 | Röse                        |              | Lannaskede, Småland |       | 57.347486, 14.892850 | 10062300080001 | Ladda upp en bild av detta fornminne |
| Lannaskede 9:1                 | Röse                        |              | Lannaskede, Småland |       | 57.347866, 14.891991 | 10062300090001 | Ladda upp en bild av detta fornminne |
| Lannaskede 10:1                | Röse                        |              | Lannaskede, Småland |       | 57.348003, 14.889668 | 10062300100001 | Ladda upp en bild av detta fornminne |
| Högarör (Lannaskede 11:1)      | Röse                        |              | Lannaskede, Småland |       | 57.364119, 14.917392 | 10062300110001 | Ladda upp en bild av detta fornminne |
| Lannaskede 12:1                | Stensättning                |              | Lannaskede, Småland |       | 57.365887, 14.908022 | 10062300120001 | Ladda upp en bild av detta fornminne |
| Lannaskede 12:2                | Stensättning                |              | Lannaskede, Småland |       | 57.365992, 14.907852 | 10062300120002 | Ladda upp en bild av detta fornminne |
| Syskonstenen (Lannaskede 13:1) | Grav markerad av sten/block |              | Lannaskede, Småland |       | 57.378468, 14.887714 | 10062300130001 | Ladda upp en bild av detta fornminne |
| Lannaskede 14:1                | Stensättning                |              | Lannaskede, Småland |       | 57.377434, 14.864209 | 10062300140001 | Ladda upp en bild av detta fornminne |
| Lannaskede 14:2                | Stensättning                |              | Lannaskede, Småland |       | 57.377266, 14.864448 | 10062300140002 | Ladda upp en bild av detta fornminne |
| Lannaskede 16:1                | Runristning                 |              | Lannaskede, Småland |       | 57.377599, 14.866169 | 10062300160001 | Ladda upp en bild av detta fornminne |
| Lannaskede 16:2                | Runristning                 |              | Lannaskede, Småland |       | 57.377598, 14.866176 | 10062300160002 | Ladda upp en bild av detta fornminne |
| Lannaskede 17:1                | Röse                        |              | Lannaskede, Småland |       | 57.380597, 14.859248 | 10062300170001 | Ladda upp en bild av detta fornminne |
| Lannaskede 17:2                | Stensättning                |              | Lannaskede, Småland |       | 57.380586, 14.859637 | 10062300170002 | Ladda upp en bild av detta fornminne |
| Lannaskede 18:1                | Röse                        |              | Lannaskede, Småland |       | 57.379143, 14.860061 | 10062300180001 | Ladda upp en bild av detta fornminne |
| Lannaskede 19:1                | Röse                        |              | Lannaskede, Småland |       | 57.366711, 14.927853 | 10062300190001 | Ladda upp en bild av detta fornminne |
| Lannaskede 21:1                | Röse                        |              | Lannaskede, Småland |       | 57.324666, 14.979065 | 10062300210001 | Ladda upp en bild av detta fornminne |
| Lannaskede 24:1                | Röse                        |              | Lannaskede, Småland |       | 57.308544, 14.979185 | 10062300240001 | Ladda upp en bild av detta fornminne |
| Lannaskede 25:1                | Röse                        |              | Lannaskede, Småland |       | 57.342311, 14.900802 | 10062300250001 | Ladda upp en bild av detta fornminne |
| Lannaskede 26:1                | Röse                        |              | Lannaskede, Småland |       | 57.343402, 14.900193 | 10062300260001 | Ladda upp en bild av detta fornminne |
| Lannaskede 26:2                | Stensättning                |              | Lannaskede, Småland |       | 57.343236, 14.900197 | 10062300260002 | Ladda upp en bild av detta fornminne |
| Skrivesten (Lannaskede 27:1)   | Runristning                 |              | Lannaskede, Småland |       | 57.359087, 14.827865 | 10062300270001 | Ladda upp en bild av detta fornminne |
| Lannaskede 29:1                | Röse                        |              | Lannaskede, Småland |       | 57.373821, 14.862854 | 10062300290001 | Ladda upp en bild av detta fornminne |
| Lannaskede 29:2                | Röse                        |              | Lannaskede, Småland |       | 57.374072, 14.862779 | 10062300290002 | Ladda upp en bild av detta fornminne |
| Lannaskede 45:1                | Stensättning                |              | Lannaskede, Småland |       | 57.381176, 14.878329 | 10062300450001 | Ladda upp en bild av detta fornminne |
| Lannaskede 46:1                | Stensättning                |              | Lannaskede, Småland |       | 57.379482, 14.879567 | 10062300460001 | Ladda upp en bild av detta fornminne |
| Lannaskede 47:1                | Stensättning                |              | Lannaskede, Småland |       | 57.351599, 14.875926 | 10062300470001 | Ladda upp en bild av detta fornminne |
| Lannaskede 48:1                | Stensättning                |              | Lannaskede, Småland |       | 57.351016, 14.873810 | 10062300480001 | Ladda upp en bild av detta fornminne |
| Lannaskede 52:1                | Röse                        |              | Lannaskede, Småland |       | 57.361964, 14.920244 | 10062300520001 | Ladda upp en bild av detta fornminne |
| Lannaskede 52:2                | Röse                        |              | Lannaskede, Småland |       | 57.361867, 14.920471 | 10062300520002 | Ladda upp en bild av detta fornminne |
| Lannaskede 59:1                | Stensättning                |              | Lannaskede, Småland |       | 57.342630, 14.955265 | 10062300590001 | Ladda upp en bild av detta fornminne |
| Lannaskede 60:1                | Stensättning                |              | Lannaskede, Småland |       | 57.342854, 14.954576 | 10062300600001 | Ladda upp en bild av detta fornminne |
| Lannaskede 60:2                | Stenkrets                   |              | Lannaskede, Småland |       | 57.342918, 14.954775 | 10062300600002 | Ladda upp en bild av detta fornminne |
| Lannaskede 125                 | Stensättning                |              | Lannaskede, Småland |       | 57.375947, 14.861031 | 12000000000967 | Ladda upp en bild av detta fornminne |

## Lemnhult
| Namn                        | Lämningstyp                 | Tillkomsttid | Historisk indelning | Plats | Läge                 | ID-nr          | Bild                                 |
| --------------------------- | --------------------------- | ------------ | ------------------- | ----- | -------------------- | -------------- | ------------------------------------ |
| Lemnhult 6:1                | Begravningsplats            |              | Lemnhult, Småland   |       | 57.284983, 15.277178 | 10062500060001 | Ladda upp en bild av detta fornminne |
| Lemnhult 6:2                | Kyrka/kapell                |              | Lemnhult, Småland   |       | 57.285096, 15.277333 | 10062500060002 | Ladda upp en bild av detta fornminne |
| Lemnhult 10:1               | Röse                        |              | Lemnhult, Småland   |       | 57.307216, 15.337536 | 10062500100001 | Ladda upp en bild av detta fornminne |
| Lemnhult 11:1               | Röse                        |              | Lemnhult, Småland   |       | 57.306361, 15.333555 | 10062500110001 | Ladda upp en bild av detta fornminne |
| Lemnhult 12:1               | Röse                        |              | Lemnhult, Småland   |       | 57.305973, 15.330869 | 10062500120001 | Ladda upp en bild av detta fornminne |
| Lemnhult 22:1               | Röse                        |              | Lemnhult, Småland   |       | 57.308673, 15.336569 | 10062500220001 | Ladda upp en bild av detta fornminne |
| Lemnhult 31:1               | Grav markerad av sten/block |              | Lemnhult, Småland   |       | 57.258750, 15.309326 | 10062500310001 | Ladda upp en bild av detta fornminne |
| Lemnhult 33:1               | Röse                        |              | Lemnhult, Småland   |       | 57.252236, 15.310285 | 10062500330001 | Ladda upp en bild av detta fornminne |
| Lemnhult 34:1               | Stensättning                |              | Lemnhult, Småland   |       | 57.252963, 15.298167 | 10062500340001 | Ladda upp en bild av detta fornminne |
| Lögudden (Lemnhult 55:1)    | Fästning/skans              |              | Lemnhult, Småland   |       | 57.303215, 15.326241 | 10062500550001 | Ladda upp en bild av detta fornminne |
| Lemnhult 64:1               | Stensättning                |              | Lemnhult, Småland   |       | 57.310608, 15.301611 | 10062500640001 | Ladda upp en bild av detta fornminne |
| Lemnhult 64:2               | Stensättning                |              | Lemnhult, Småland   |       | 57.310542, 15.301912 | 10062500640002 | Ladda upp en bild av detta fornminne |
| Ugnshålet (Lemnhult 145:1)  | Lägenhetsbebyggelse         |              | Lemnhult, Småland   |       | 57.260358, 15.257276 | 10062501450001 | Ladda upp en bild av detta fornminne |
| Trelleborg (Lemnhult 155:1) | Lägenhetsbebyggelse         |              | Lemnhult, Småland   |       | 57.242067, 15.235889 | 10062501550001 | Ladda upp en bild av detta fornminne |

## Myresjö
| Namn                    | Lämningstyp                 | Tillkomsttid | Historisk indelning | Plats | Läge                 | ID-nr          | Bild                                      |
| ----------------------- | --------------------------- | ------------ | ------------------- | ----- | -------------------- | -------------- | ----------------------------------------- |
| Myresjö 1:1             | Gravfält                    |              | Myresjö, Småland    |       | 57.361419, 14.968324 | 10063400010001 | Ladda upp en bild av detta fornminne      |
| Myresjö 3:1             | Röse                        |              | Myresjö, Småland    |       | 57.359609, 15.046452 | 10063400030001 | Ladda upp en bild av detta fornminne      |
| Myresjö 3:2             | Röse                        |              | Myresjö, Småland    |       | 57.359407, 15.045941 | 10063400030002 | Ladda upp en bild av detta fornminne      |
| Myresjö 3:3             | Röse                        |              | Myresjö, Småland    |       | 57.359199, 15.045713 | 10063400030003 | Ladda upp en bild av detta fornminne      |
| Myresjö 4:1             | Gravfält                    |              | Myresjö, Småland    |       | 57.373640, 14.990792 | 10063400040001 | Ladda upp en bild av detta fornminne      |
| Myresjö 5:1             | Röse                        |              | Myresjö, Småland    |       | 57.379147, 14.994461 | 10063400050001 | Ladda upp en bild av detta fornminne      |
| Myresjö 5:2             | Röse                        |              | Myresjö, Småland    |       | 57.379353, 14.993997 | 10063400050002 | Ladda upp en bild av detta fornminne      |
| Myresjö 5:3             | Röse                        |              | Myresjö, Småland    |       | 57.379154, 14.994827 | 10063400050003 | Ladda upp en bild av detta fornminne      |
| Myresjö 6:1             | Stensättning                |              | Myresjö, Småland    |       | 57.376071, 14.998793 | 10063400060001 | Ladda upp en bild av detta fornminne      |
| Myresjö 7:1             | Röse                        |              | Myresjö, Småland    |       | 57.379659, 14.997158 | 10063400070001 | Ladda upp en bild av detta fornminne      |
| Myresjö 8:1             | Röse                        |              | Myresjö, Småland    |       | 57.379911, 15.006544 | 10063400080001 | Ladda upp en bild av detta fornminne      |
| Myresjö 9:1             | Röse                        |              | Myresjö, Småland    |       | 57.359620, 14.951160 | 10063400090001 | Ladda upp en bild av detta fornminne      |
| Myresjö 10:1            | Röse                        |              | Myresjö, Småland    |       | 57.361654, 14.955141 | 10063400100001 | Ladda upp en bild av detta fornminne      |
| Myresjö 11:1            | Röse                        |              | Myresjö, Småland    |       | 57.364503, 14.949751 | 10063400110001 | Ladda upp en bild av detta fornminne      |
| Myresjö 12:1            | Röse                        |              | Myresjö, Småland    |       | 57.369194, 14.958597 | 10063400120001 | Ladda upp en bild av detta fornminne      |
| Myresjö 13:1            | Röse                        |              | Myresjö, Småland    |       | 57.369137, 14.948888 | 10063400130001 | Ladda upp en bild av detta fornminne      |
| Myresjö 14:1            | Röse                        |              | Myresjö, Småland    |       | 57.368136, 14.945672 | 10063400140001 | Ladda upp en bild av detta fornminne      |
| Myresjö 15:1            | Gravfält                    |              | Myresjö, Småland    |       | 57.369815, 14.945154 | 10063400150001 | Ladda upp en bild av detta fornminne      |
| Myresjö 16:1            | Gravfält                    |              | Myresjö, Småland    |       | 57.379408, 14.957067 | 10063400160001 | Ladda upp en bild av detta fornminne      |
| Myresjö 17:1            | Röse                        |              | Myresjö, Småland    |       | 57.404418, 14.932956 | 10063400170001 | Ladda upp en bild av detta fornminne      |
| Myresjö 19:1            | Gravfält                    |              | Myresjö, Småland    |       | 57.410833, 14.946914 | 10063400190001 | Ladda upp en bild av detta fornminne      |
| Myresjö 20:1            | Gravfält                    |              | Myresjö, Småland    |       | 57.410489, 14.942257 | 10063400200001 | Ladda upp en bild av detta fornminne      |
| Myresjö 21:1            | Gravfält                    |              | Myresjö, Småland    |       | 57.413194, 14.940804 | 10063400210001 | Ladda upp en bild av detta fornminne      |
| Myresjö 23:1            | Runristning                 |              | Myresjö, Småland    |       | 57.400184, 14.922250 | 10063400230001 | Ladda upp en till bild av detta fornminne |
| Högarör (Myresjö 25:1)  | Röse                        |              | Myresjö, Småland    |       | 57.389870, 14.991496 | 10063400250001 | Ladda upp en bild av detta fornminne      |
| Myresjö 26:1            | Röse                        |              | Myresjö, Småland    |       | 57.370451, 14.941781 | 10063400260001 | Ladda upp en bild av detta fornminne      |
| Sm 98 (Myresjö 28:1)    | Runristning                 |              | Myresjö, Småland    |       | 57.383756, 14.959359 | 10063400280001 | Ladda upp en till bild av detta fornminne |
| Myresjö 29:1            | Runristning                 |              | Myresjö, Småland    |       | 57.383599, 14.959108 | 10063400290001 | Ladda upp en bild av detta fornminne      |
| Myresjö 31:1            | Gravfält                    |              | Myresjö, Småland    |       | 57.385497, 15.032730 | 10063400310001 | Ladda upp en bild av detta fornminne      |
| Myresjö 32:1            | Gravfält                    |              | Myresjö, Småland    |       | 57.383606, 15.033847 | 10063400320001 | Ladda upp en bild av detta fornminne      |
| Källarön (Myresjö 33:1) | Borg                        |              | Myresjö, Småland    |       | 57.384641, 15.049597 | 10063400330001 | Ladda upp en bild av detta fornminne      |
| Myresjö 34:1            | Röse                        |              | Myresjö, Småland    |       | 57.372390, 15.032199 | 10063400340001 | Ladda upp en bild av detta fornminne      |
| Myresjö 35:1            | Röse                        |              | Myresjö, Småland    |       | 57.372943, 15.031977 | 10063400350001 | Ladda upp en bild av detta fornminne      |
| Myresjö 36:1            | Röse                        |              | Myresjö, Småland    |       | 57.376570, 15.028159 | 10063400360001 | Ladda upp en bild av detta fornminne      |
| Myresjö 37:1            | Röse                        |              | Myresjö, Småland    |       | 57.379684, 15.029538 | 10063400370001 | Ladda upp en bild av detta fornminne      |
| Myresjö 38:1            | Grav markerad av sten/block |              | Myresjö, Småland    |       | 57.377658, 15.032154 | 10063400380001 | Ladda upp en bild av detta fornminne      |
| Myresjö 38:2            | Grav markerad av sten/block |              | Myresjö, Småland    |       | 57.377725, 15.032275 | 10063400380002 | Ladda upp en bild av detta fornminne      |
| Myresjö 38:3            | Grav markerad av sten/block |              | Myresjö, Småland    |       | 57.377667, 15.032322 | 10063400380003 | Ladda upp en bild av detta fornminne      |
| Myresjö 39:1            | Röse                        |              | Myresjö, Småland    |       | 57.360958, 15.024343 | 10063400390001 | Ladda upp en bild av detta fornminne      |
| Myresjö 39:2            | Stensättning                |              | Myresjö, Småland    |       | 57.360627, 15.024468 | 10063400390002 | Ladda upp en bild av detta fornminne      |
| Myresjö 53:1            | Stensättning                |              | Myresjö, Småland    |       | 57.411135, 14.946140 | 10063400530001 | Ladda upp en bild av detta fornminne      |
| Myresjö 53:2            | Stensättning                |              | Myresjö, Småland    |       | 57.411043, 14.945994 | 10063400530002 | Ladda upp en bild av detta fornminne      |
| Myresjö 66:1            | Röse                        |              | Myresjö, Småland    |       | 57.350574, 15.021222 | 10063400660001 | Ladda upp en bild av detta fornminne      |
| Myresjö 86:1            | Stensättning                |              | Myresjö, Småland    |       | 57.321412, 14.971897 | 10063400860001 | Ladda upp en bild av detta fornminne      |
| Myresjö 202             | Stensättning                |              | Myresjö, Småland    |       | 57.411114, 14.946259 | 12000000134862 | Ladda upp en bild av detta fornminne      |

## Nye
| Namn                 | Lämningstyp                      | Tillkomsttid | Historisk indelning | Plats | Läge                 | ID-nr          | Bild                                 |
| -------------------- | -------------------------------- | ------------ | ------------------- | ----- | -------------------- | -------------- | ------------------------------------ |
| Nättjekull (Nye 5:1) | Borg                             |              | Nye, Småland        |       | 57.335074, 15.298294 | 10064300050001 | Ladda upp en bild av detta fornminne |
| Nye 10:1             | Stensättning                     |              | Nye, Småland        |       | 57.341769, 15.300461 | 10064300100001 | Ladda upp en bild av detta fornminne |
| Nye 11:3             | Röse                             |              | Nye, Småland        |       | 57.342065, 15.299025 | 10064300110003 | Ladda upp en bild av detta fornminne |
| Nye 12:1             | Röse                             |              | Nye, Småland        |       | 57.343003, 15.296683 | 10064300120001 | Ladda upp en bild av detta fornminne |
| Nye 13:1             | Stensättning                     |              | Nye, Småland        |       | 57.346588, 15.276638 | 10064300130001 | Ladda upp en bild av detta fornminne |
| Stora rör (Nye 16:1) | Röse                             |              | Nye, Småland        |       | 57.362693, 15.239358 | 10064300160001 | Ladda upp en bild av detta fornminne |
| Nye 35:1             | Röse                             |              | Nye, Småland        |       | 57.350416, 15.310135 | 10064300350001 | Ladda upp en bild av detta fornminne |
| Nye 37:1             | Husgrund, förhistorisk/medeltida |              | Nye, Småland        |       | 57.334817, 15.299643 | 10064300370001 | Ladda upp en bild av detta fornminne |
| Nye 38:1             | Stensättning                     |              | Nye, Småland        |       | 57.328215, 15.289511 | 10064300380001 | Ladda upp en bild av detta fornminne |
| Nye 46:1             | Stenkammargrav                   |              | Nye, Småland        |       | 57.316996, 15.336476 | 10064300460001 | Ladda upp en bild av detta fornminne |
| Nye 46:2             | Stensättning                     |              | Nye, Småland        |       | 57.316845, 15.336713 | 10064300460002 | Ladda upp en bild av detta fornminne |
| Nye 47:1             | Stensättning                     |              | Nye, Småland        |       | 57.327592, 15.291841 | 10064300470001 | Ladda upp en bild av detta fornminne |
| Nye 48:1             | Stensättning                     |              | Nye, Småland        |       | 57.341192, 15.285622 | 10064300480001 | Ladda upp en bild av detta fornminne |

## Näsby
| Namn                       | Lämningstyp                      | Tillkomsttid | Historisk indelning | Plats | Läge                 | ID-nr          | Bild                                      |
| -------------------------- | -------------------------------- | ------------ | ------------------- | ----- | -------------------- | -------------- | ----------------------------------------- |
| Näsby 1:1                  | Röse                             |              | Näsby, Småland      |       | 57.482176, 14.970506 | 10064400010001 | Ladda upp en bild av detta fornminne      |
| Näsby 5:1                  | Gravfält                         |              | Näsby, Småland      |       | 57.429570, 14.974973 | 10064400050001 | Ladda upp en bild av detta fornminne      |
| Näsby 6:1                  | Gravfält                         |              | Näsby, Småland      |       | 57.427359, 14.974320 | 10064400060001 | Ladda upp en bild av detta fornminne      |
| Näsby 9:1                  | Röse                             |              | Näsby, Småland      |       | 57.418397, 14.994135 | 10064400090001 | Ladda upp en bild av detta fornminne      |
| Näsby 9:2                  | Stensättning                     |              | Näsby, Småland      |       | 57.418395, 14.995184 | 10064400090002 | Ladda upp en bild av detta fornminne      |
| Näsby 10:1                 | Gravfält                         |              | Näsby, Småland      |       | 57.434973, 14.972467 | 10064400100001 | Ladda upp en bild av detta fornminne      |
| Näsby 11:1                 | Röse                             |              | Näsby, Småland      |       | 57.432422, 14.967238 | 10064400110001 | Ladda upp en bild av detta fornminne      |
| Näsby 11:2                 | Röse                             |              | Näsby, Småland      |       | 57.432083, 14.968218 | 10064400110002 | Ladda upp en bild av detta fornminne      |
| Näsby 14:1                 | Stensättning                     |              | Näsby, Småland      |       | 57.426179, 15.002559 | 10064400140001 | Ladda upp en bild av detta fornminne      |
| Hultaby slott (Näsby 15:1) | Borg                             |              | Näsby, Småland      |       | 57.420973, 15.035492 | 10064400150001 | Ladda upp en till bild av detta fornminne |
| Näsby 16:1                 | Röse                             |              | Näsby, Småland      |       | 57.407342, 15.005636 | 10064400160001 | Ladda upp en bild av detta fornminne      |
| Näsby 16:2                 | Röse                             |              | Näsby, Småland      |       | 57.407333, 15.005387 | 10064400160002 | Ladda upp en bild av detta fornminne      |
| Näsby 16:3                 | Stenkrets                        |              | Näsby, Småland      |       | 57.407213, 15.005602 | 10064400160003 | Ladda upp en bild av detta fornminne      |
| Näsby 17:1                 | Röse                             |              | Näsby, Småland      |       | 57.395505, 15.015546 | 10064400170001 | Ladda upp en bild av detta fornminne      |
| Näsby 18:1                 | Röse                             |              | Näsby, Småland      |       | 57.402560, 15.024340 | 10064400180001 | Ladda upp en bild av detta fornminne      |
| Näsby 18:2                 | Grav markerad av sten/block      |              | Näsby, Småland      |       | 57.402638, 15.024317 | 10064400180002 | Ladda upp en bild av detta fornminne      |
| Näsby 26:1                 | Röse                             |              | Näsby, Småland      |       | 57.450372, 15.003126 | 10064400260001 | Ladda upp en bild av detta fornminne      |
| Näsby 26:2                 | Röse                             |              | Näsby, Småland      |       | 57.450415, 15.002808 | 10064400260002 | Ladda upp en bild av detta fornminne      |
| Näsby 31:1                 | Röse                             |              | Näsby, Småland      |       | 57.478621, 14.972607 | 10064400310001 | Ladda upp en bild av detta fornminne      |
| Näsby 33:1                 | Hög                              |              | Näsby, Småland      |       | 57.435535, 14.973362 | 10064400330001 | Ladda upp en bild av detta fornminne      |
| Näsby 51:1                 | Stensättning                     |              | Näsby, Småland      |       | 57.410911, 14.997591 | 10064400510001 | Ladda upp en bild av detta fornminne      |
| Näsby 51:2                 | Stensättning                     |              | Näsby, Småland      |       | 57.410972, 14.997932 | 10064400510002 | Ladda upp en bild av detta fornminne      |
| Näsby 52:1(6)              | Husgrund, historisk tid          |              | Näsby, Småland      |       | koordinater saknas   | 12000000005708 | Ladda upp en bild av detta fornminne      |
| Näsby 60:1                 | Husgrund, förhistorisk/medeltida |              | Näsby, Småland      |       | 57.427854, 15.012315 | 10064400600001 | Ladda upp en bild av detta fornminne      |
| Näsby 136                  | Stensättning                     |              | Näsby, Småland      |       | 57.489749, 14.977748 | 12000000047051 | Ladda upp en bild av detta fornminne      |

## Näshult
| Namn                            | Lämningstyp      | Tillkomsttid | Historisk indelning | Plats | Läge                 | ID-nr          | Bild                                 |
| ------------------------------- | ---------------- | ------------ | ------------------- | ----- | -------------------- | -------------- | ------------------------------------ |
| Näshult 1:1                     | Stenkammargrav   |              | Näshult, Småland    |       | 57.230941, 15.404584 | 10064500010001 | Ladda upp en bild av detta fornminne |
| Näshult 7:1                     | Stenkammargrav   |              | Näshult, Småland    |       | 57.273639, 15.379840 | 10064500070001 | Ladda upp en bild av detta fornminne |
| Näshult 9:1                     | Stenkammargrav   |              | Näshult, Småland    |       | 57.242771, 15.389363 | 10064500090001 | Ladda upp en bild av detta fornminne |
| Biskopsö (Näshult 10:1)         | Borg             |              | Näshult, Småland    |       | 57.265127, 15.365677 | 10064500100001 | Ladda upp en bild av detta fornminne |
| Näshult 11:1                    | Röse             |              | Näshult, Småland    |       | 57.236855, 15.370789 | 10064500110001 | Ladda upp en bild av detta fornminne |
| Näshult 12:1                    | Stenkammargrav   |              | Näshult, Småland    |       | 57.267645, 15.374078 | 10064500120001 | Ladda upp en bild av detta fornminne |
| Kyrkogårdshägnen (Näshult 31:1) | Begravningsplats |              | Näshult, Småland    |       | 57.215955, 15.507791 | 10064500310001 | Ladda upp en bild av detta fornminne |
| Näshult 158:1                   | Stensättning     |              | Näshult, Småland    |       | 57.270706, 15.371821 | 10064501580001 | Ladda upp en bild av detta fornminne |
| Näshult 161:1                   | Stensättning     |              | Näshult, Småland    |       | 57.269696, 15.372911 | 10064501610001 | Ladda upp en bild av detta fornminne |
| Näshult 162:1                   | Stensättning     |              | Näshult, Småland    |       | 57.275110, 15.375887 | 10064501620001 | Ladda upp en bild av detta fornminne |
| Näshult 165:1                   | Röse             |              | Näshult, Småland    |       | 57.296575, 15.377433 | 10064501650001 | Ladda upp en bild av detta fornminne |
| Näshult 173:1                   | Stensättning     |              | Näshult, Småland    |       | 57.269142, 15.379207 | 10064501730001 | Ladda upp en bild av detta fornminne |

## Nävelsjö
| Namn                                     | Lämningstyp                 | Tillkomsttid | Historisk indelning | Plats | Läge                 | ID-nr          | Bild                                      |
| ---------------------------------------- | --------------------------- | ------------ | ------------------- | ----- | -------------------- | -------------- | ----------------------------------------- |
| Lustigkulle (Nävelsjö 4:1)               | Stensättning                |              | Nävelsjö, Småland   |       | 57.479125, 14.894354 | 10064700040001 | Ladda upp en bild av detta fornminne      |
| Nävelsjö 6:1                             | Röse                        |              | Nävelsjö, Småland   |       | 57.445002, 14.877778 | 10064700060001 | Ladda upp en bild av detta fornminne      |
| 1.Domaresätet 2.Körkefloe (Nävelsjö 7:1) | Grav markerad av sten/block |              | Nävelsjö, Småland   |       | 57.445354, 14.871879 | 10064700070001 | Ladda upp en bild av detta fornminne      |
| Nävelsjö 8:1                             | Gravfält                    |              | Nävelsjö, Småland   |       | 57.441261, 14.859845 | 10064700080001 | Ladda upp en bild av detta fornminne      |
| Nävelsjö 9:1                             | Grav markerad av sten/block |              | Nävelsjö, Småland   |       | 57.441313, 14.860593 | 10064700090001 | Ladda upp en bild av detta fornminne      |
| Nävelsjö 9:2                             | Grav markerad av sten/block |              | Nävelsjö, Småland   |       | 57.441324, 14.860571 | 10064700090002 | Ladda upp en bild av detta fornminne      |
| Nävelsjö 10:1                            | Stensättning                |              | Nävelsjö, Småland   |       | 57.449239, 14.846017 | 10064700100001 | Ladda upp en bild av detta fornminne      |
| Nävelsjö 11:1                            | Stensättning                |              | Nävelsjö, Småland   |       | 57.451177, 14.845215 | 10064700110001 | Ladda upp en bild av detta fornminne      |
| Nävelsjö 12:1                            | Gravfält                    |              | Nävelsjö, Småland   |       | 57.450096, 14.853180 | 10064700120001 | Ladda upp en bild av detta fornminne      |
| Lunsakulle (Nävelsjö 14:1)               | Gravfält                    |              | Nävelsjö, Småland   |       | 57.423241, 14.836724 | 10064700140001 | Ladda upp en bild av detta fornminne      |
| Sm 101 (Nävelsjö 17:1)                   | Runristning                 |              | Nävelsjö, Småland   |       | 57.416047, 14.843371 | 10064700170001 | Ladda upp en till bild av detta fornminne |
| Nävelsjö 18:3                            | Stensättning                |              | Nävelsjö, Småland   |       | 57.412543, 14.846885 | 10064700180003 | Ladda upp en bild av detta fornminne      |
| Nävelsjö 19:1                            | Gravfält                    |              | Nävelsjö, Småland   |       | 57.403500, 14.848066 | 10064700190001 | Ladda upp en bild av detta fornminne      |
| Nävelsjö 20:1                            | Stensättning                |              | Nävelsjö, Småland   |       | 57.405638, 14.854322 | 10064700200001 | Ladda upp en bild av detta fornminne      |
| Nävelsjö 21:1                            | Stensättning                |              | Nävelsjö, Småland   |       | 57.404903, 14.854431 | 10064700210001 | Ladda upp en bild av detta fornminne      |
| Nävelsjö 22:1                            | Stensättning                |              | Nävelsjö, Småland   |       | 57.411743, 14.850439 | 10064700220001 | Ladda upp en bild av detta fornminne      |
| Nävelsjö 22:3                            | Stensättning                |              | Nävelsjö, Småland   |       | 57.411932, 14.850430 | 10064700220003 | Ladda upp en bild av detta fornminne      |
| Nävelsjö 23:1                            | Röse                        |              | Nävelsjö, Småland   |       | 57.408545, 14.817603 | 10064700230001 | Ladda upp en bild av detta fornminne      |
| Nävelsjö 24:1                            | Röse                        |              | Nävelsjö, Småland   |       | 57.395833, 14.828817 | 10064700240001 | Ladda upp en bild av detta fornminne      |
| Nävelsjö 26:1                            | Stensättning                |              | Nävelsjö, Småland   |       | 57.481270, 14.845791 | 10064700260001 | Ladda upp en bild av detta fornminne      |
| Nävelsjö 26:2                            | Stensättning                |              | Nävelsjö, Småland   |       | 57.481115, 14.845769 | 10064700260002 | Ladda upp en bild av detta fornminne      |
| Nävelsjö 31:1                            | Röse                        |              | Nävelsjö, Småland   |       | 57.409184, 14.865736 | 10064700310001 | Ladda upp en bild av detta fornminne      |
| Nävelsjö 32:1                            | Gravfält                    |              | Nävelsjö, Småland   |       | 57.403709, 14.851809 | 10064700320001 | Ladda upp en bild av detta fornminne      |
| Nävelsjö 33:1                            | Gravfält                    |              | Nävelsjö, Småland   |       | 57.404977, 14.884015 | 10064700330001 | Ladda upp en bild av detta fornminne      |
| Nävelsjö 34:1                            | Stensättning                |              | Nävelsjö, Småland   |       | 57.397419, 14.907507 | 10064700340001 | Ladda upp en bild av detta fornminne      |
| Nävelsjö 34:2                            | Stensättning                |              | Nävelsjö, Småland   |       | 57.397231, 14.907540 | 10064700340002 | Ladda upp en bild av detta fornminne      |
| Nävelsjö 36:1                            | Röse                        |              | Nävelsjö, Småland   |       | 57.389499, 14.906065 | 10064700360001 | Ladda upp en bild av detta fornminne      |
| Nävelsjö 37:1                            | Röse                        |              | Nävelsjö, Småland   |       | 57.388980, 14.907389 | 10064700370001 | Ladda upp en bild av detta fornminne      |
| Nävelsjö 38:1                            | Runristning                 |              | Nävelsjö, Småland   |       | 57.399212, 14.920269 | 10064700380001 | Ladda upp en till bild av detta fornminne |
| Nävelsjö 43:1                            | Stensättning                |              | Nävelsjö, Småland   |       | 57.409703, 14.926895 | 10064700430001 | Ladda upp en bild av detta fornminne      |
| Nävelsjö 45:1                            | Gravfält                    |              | Nävelsjö, Småland   |       | 57.452194, 14.863490 | 10064700450001 | Ladda upp en bild av detta fornminne      |
| Nävelsjö 46:1                            | Stensättning                |              | Nävelsjö, Småland   |       | 57.390369, 14.906554 | 10064700460001 | Ladda upp en bild av detta fornminne      |
| Nävelsjö 51:1                            | Röse                        |              | Nävelsjö, Småland   |       | 57.390950, 14.851731 | 10064700510001 | Ladda upp en bild av detta fornminne      |
| Nävelsjö 52:1                            | Stensättning                |              | Nävelsjö, Småland   |       | 57.392627, 14.831141 | 10064700520001 | Ladda upp en bild av detta fornminne      |
| Nävelsjö 60:1                            | Röse                        |              | Nävelsjö, Småland   |       | 57.403229, 14.845190 | 10064700600001 | Ladda upp en bild av detta fornminne      |
| Nävelsjö 61:1                            | Stensättning                |              | Nävelsjö, Småland   |       | 57.403583, 14.840253 | 10064700610001 | Ladda upp en bild av detta fornminne      |
| Nävelsjö 62:1                            | Röse                        |              | Nävelsjö, Småland   |       | 57.395011, 14.830757 | 10064700620001 | Ladda upp en bild av detta fornminne      |
| Nävelsjö 63:1                            | Stensättning                |              | Nävelsjö, Småland   |       | 57.398662, 14.847977 | 10064700630001 | Ladda upp en bild av detta fornminne      |
| Nävelsjö 66:1                            | Stensättning                |              | Nävelsjö, Småland   |       | 57.441319, 14.873038 | 10064700660001 | Ladda upp en bild av detta fornminne      |
| Nävelsjö 66:2                            | Stensättning                |              | Nävelsjö, Småland   |       | 57.441426, 14.872983 | 10064700660002 | Ladda upp en bild av detta fornminne      |
| Nävelsjö 68:1                            | Röse                        |              | Nävelsjö, Småland   |       | 57.453432, 14.880085 | 10064700680001 | Ladda upp en bild av detta fornminne      |
| Nävelsjö 69:1                            | Stensättning                |              | Nävelsjö, Småland   |       | 57.485162, 14.844159 | 10064700690001 | Ladda upp en bild av detta fornminne      |
| Nävelsjö 91:1                            | Röse                        |              | Nävelsjö, Småland   |       | 57.463802, 14.901896 | 10064700910001 | Ladda upp en bild av detta fornminne      |

## Ramkvilla
| Namn                        | Lämningstyp    | Tillkomsttid | Historisk indelning | Plats | Läge                 | ID-nr          | Bild                                 |
| --------------------------- | -------------- | ------------ | ------------------- | ----- | -------------------- | -------------- | ------------------------------------ |
| Ramkvilla 10:1              | Stenkammargrav |              | Ramkvilla, Småland  |       | 57.162495, 14.920170 | 10064800100001 | Ladda upp en bild av detta fornminne |
| Ramkvilla 11:1              | Stensättning   |              | Ramkvilla, Småland  |       | 57.139768, 14.966111 | 10064800110001 | Ladda upp en bild av detta fornminne |
| Knutskulle (Ramkvilla 17:1) | Gravfält       |              | Ramkvilla, Småland  |       | 57.155912, 14.963915 | 10064800170001 | Ladda upp en bild av detta fornminne |
| Ramkvilla 18:1              | Röse           |              | Ramkvilla, Småland  |       | 57.160389, 14.962896 | 10064800180001 | Ladda upp en bild av detta fornminne |
| Ramkvilla 22:1              | Stensättning   |              | Ramkvilla, Småland  |       | 57.178120, 15.043458 | 10064800220001 | Ladda upp en bild av detta fornminne |
| Ramkvilla 26:1              | Stensättning   |              | Ramkvilla, Småland  |       | 57.244240, 14.889402 | 10064800260001 | Ladda upp en bild av detta fornminne |
| Ramkvilla 31:1              | Stenkammargrav |              | Ramkvilla, Småland  |       | 57.221077, 14.999959 | 10064800310001 | Ladda upp en bild av detta fornminne |
| Ramkvilla 32:1              | Stensättning   |              | Ramkvilla, Småland  |       | 57.206815, 15.000783 | 10064800320001 | Ladda upp en bild av detta fornminne |
| Ramkvilla 33:1              | Röse           |              | Ramkvilla, Småland  |       | 57.205676, 15.002372 | 10064800330001 | Ladda upp en bild av detta fornminne |
| Ramkvilla 37:1              | Stensättning   |              | Ramkvilla, Småland  |       | 57.217943, 15.002038 | 10064800370001 | Ladda upp en bild av detta fornminne |
| Ramkvilla 37:2              | Stensättning   |              | Ramkvilla, Småland  |       | 57.218038, 15.002168 | 10064800370002 | Ladda upp en bild av detta fornminne |
| Ramkvilla 46:1              | Runristning    |              | Ramkvilla, Småland  |       | 57.204149, 14.950229 | 10064800460001 | Ladda upp en bild av detta fornminne |
| Sundkullen (Ramkvilla 49:1) | Borg           |              | Ramkvilla, Småland  |       | 57.197433, 14.957745 | 10064800490001 | Ladda upp en bild av detta fornminne |
| Ramkvilla 50:1              | Röse           |              | Ramkvilla, Småland  |       | 57.209097, 14.919388 | 10064800500001 | Ladda upp en bild av detta fornminne |
| Ramkvilla 52:1              | Röse           |              | Ramkvilla, Småland  |       | 57.216942, 14.906845 | 10064800520001 | Ladda upp en bild av detta fornminne |
| Ramkvilla 54:1              | Röse           |              | Ramkvilla, Småland  |       | 57.204990, 14.904307 | 10064800540001 | Ladda upp en bild av detta fornminne |
| Ramkvilla 101:1             | Stenkrets      |              | Ramkvilla, Småland  |       | 57.228201, 14.888609 | 10064801010001 | Ladda upp en bild av detta fornminne |
| Ramkvilla 106:1             | Röse           |              | Ramkvilla, Småland  |       | 57.175454, 14.918936 | 10064801060001 | Ladda upp en bild av detta fornminne |
| Ramkvilla 114:1             | Röse           |              | Ramkvilla, Småland  |       | 57.210190, 14.921630 | 10064801140001 | Ladda upp en bild av detta fornminne |
| Ramkvilla 132:1             | Röse           |              | Ramkvilla, Småland  |       | 57.194728, 15.011060 | 10064801320001 | Ladda upp en bild av detta fornminne |

## Skede
| Namn                    | Lämningstyp    | Tillkomsttid | Historisk indelning | Plats | Läge                 | ID-nr          | Bild                                 |
| ----------------------- | -------------- | ------------ | ------------------- | ----- | -------------------- | -------------- | ------------------------------------ |
| Skede 3:1               | Röse           |              | Skede, Småland      |       | 57.493405, 15.166139 | 10065300030001 | Ladda upp en bild av detta fornminne |
| Skede 4:1               | Röse           |              | Skede, Småland      |       | 57.492403, 15.167929 | 10065300040001 | Ladda upp en bild av detta fornminne |
| Skede 5:1               | Röse           |              | Skede, Småland      |       | 57.490677, 15.168612 | 10065300050001 | Ladda upp en bild av detta fornminne |
| Skede 6:1               | Röse           |              | Skede, Småland      |       | 57.490052, 15.170860 | 10065300060001 | Ladda upp en bild av detta fornminne |
| Skede 8:1               | Gravfält       |              | Skede, Småland      |       | 57.440226, 15.161883 | 10065300080001 | Ladda upp en bild av detta fornminne |
| Skede 9:1               | Röse           |              | Skede, Småland      |       | 57.455324, 15.154549 | 10065300090001 | Ladda upp en bild av detta fornminne |
| Gastaröret (Skede 10:1) | Stenkammargrav |              | Skede, Småland      |       | 57.460764, 15.148556 | 10065300100001 | Ladda upp en bild av detta fornminne |
| Gastaröret (Skede 10:2) | Stensättning   |              | Skede, Småland      |       | 57.460904, 15.148266 | 10065300100002 | Ladda upp en bild av detta fornminne |
| Skede 11:1              | Röse           |              | Skede, Småland      |       | 57.461859, 15.147136 | 10065300110001 | Ladda upp en bild av detta fornminne |
| Skede 11:2              | Stensättning   |              | Skede, Småland      |       | 57.461712, 15.146960 | 10065300110002 | Ladda upp en bild av detta fornminne |
| Skede 12:1              | Röse           |              | Skede, Småland      |       | 57.462491, 15.146072 | 10065300120001 | Ladda upp en bild av detta fornminne |
| Skede 13:1              | Gravfält       |              | Skede, Småland      |       | 57.467768, 15.179959 | 10065300130001 | Ladda upp en bild av detta fornminne |
| Skede 14:1              | Röse           |              | Skede, Småland      |       | 57.461416, 15.204101 | 10065300140001 | Ladda upp en bild av detta fornminne |
| Skede 17:1              | Stensättning   |              | Skede, Småland      |       | 57.488937, 15.137128 | 10065300170001 | Ladda upp en bild av detta fornminne |
| Skede 19:1              | Röse           |              | Skede, Småland      |       | 57.476475, 15.229334 | 10065300190001 | Ladda upp en bild av detta fornminne |
| Skede 21:1              | Röse           |              | Skede, Småland      |       | 57.491610, 15.168467 | 10065300210001 | Ladda upp en bild av detta fornminne |
| Skede 22:1              | Röse           |              | Skede, Småland      |       | 57.491144, 15.170526 | 10065300220001 | Ladda upp en bild av detta fornminne |
| Skede 23:1              | Röse           |              | Skede, Småland      |       | 57.490724, 15.170746 | 10065300230001 | Ladda upp en bild av detta fornminne |
| Skede 24:1              | Röse           |              | Skede, Småland      |       | 57.449195, 15.161036 | 10065300240001 | Ladda upp en bild av detta fornminne |
| Skede 44:1              | Röse           |              | Skede, Småland      |       | 57.473970, 15.125107 | 10065300440001 | Ladda upp en bild av detta fornminne |
| Skede 46:1              | Stenkrets      |              | Skede, Småland      |       | 57.473196, 15.129725 | 10065300460001 | Ladda upp en bild av detta fornminne |
| Skede 59:1              | Röse           |              | Skede, Småland      |       | 57.446794, 15.163921 | 10065300590001 | Ladda upp en bild av detta fornminne |
| Skede 69:1              | Röse           |              | Skede, Småland      |       | 57.488607, 15.171714 | 10065300690001 | Ladda upp en bild av detta fornminne |

## Skirö
| Namn                    | Lämningstyp      | Tillkomsttid | Historisk indelning | Plats | Läge                 | ID-nr          | Bild                                 |
| ----------------------- | ---------------- | ------------ | ------------------- | ----- | -------------------- | -------------- | ------------------------------------ |
| Skirö 1:1               | Stenkammargrav   |              | Skirö, Småland      |       | 57.377884, 15.331373 | 10065700010001 | Ladda upp en bild av detta fornminne |
| Skirö 3:1               | Stenkammargrav   |              | Skirö, Småland      |       | 57.374975, 15.332595 | 10065700030001 | Ladda upp en bild av detta fornminne |
| Skirö 5:1               | Röse             |              | Skirö, Småland      |       | 57.378957, 15.424618 | 10065700050001 | Ladda upp en bild av detta fornminne |
| Skirö 7:1               | Röse             |              | Skirö, Småland      |       | 57.381369, 15.400338 | 10065700070001 | Ladda upp en bild av detta fornminne |
| Skirö 9:1               | Röse             |              | Skirö, Småland      |       | 57.373707, 15.373787 | 10065700090001 | Ladda upp en bild av detta fornminne |
| Skirö 12:1              | Begravningsplats |              | Skirö, Småland      |       | 57.368992, 15.367530 | 10065700120001 | Ladda upp en bild av detta fornminne |
| Skirö 12:2              | Kyrka/kapell     |              | Skirö, Småland      |       | 57.368948, 15.367654 | 10065700120002 | Ladda upp en bild av detta fornminne |
| Skirö 13:1              | Stenkammargrav   |              | Skirö, Småland      |       | 57.369869, 15.367043 | 10065700130001 | Ladda upp en bild av detta fornminne |
| Skirö 13:2              | Stenkammargrav   |              | Skirö, Småland      |       | 57.370070, 15.366158 | 10065700130002 | Ladda upp en bild av detta fornminne |
| Skirö 15:1              | Röse             |              | Skirö, Småland      |       | 57.343238, 15.399061 | 10065700150001 | Ladda upp en bild av detta fornminne |
| Skirö 18:1              | Röse             |              | Skirö, Småland      |       | 57.359305, 15.328657 | 10065700180001 | Ladda upp en bild av detta fornminne |
| Skirö 21:1              | Stenkammargrav   |              | Skirö, Småland      |       | 57.365586, 15.354683 | 10065700210001 | Ladda upp en bild av detta fornminne |
| Skirö 29:1              | Röse             |              | Skirö, Småland      |       | 57.382710, 15.406198 | 10065700290001 | Ladda upp en bild av detta fornminne |
| Skirö 30:1              | Stensättning     |              | Skirö, Småland      |       | 57.378747, 15.408941 | 10065700300001 | Ladda upp en bild av detta fornminne |
| Skirö 32:1              | Stensättning     |              | Skirö, Småland      |       | 57.380654, 15.420720 | 10065700320001 | Ladda upp en bild av detta fornminne |
| Skirö 37:1              | Stensättning     |              | Skirö, Småland      |       | 57.372235, 15.381427 | 10065700370001 | Ladda upp en bild av detta fornminne |
| Skirö 41:1              | Stensättning     |              | Skirö, Småland      |       | 57.376166, 15.369076 | 10065700410001 | Ladda upp en bild av detta fornminne |
| Sundsängen (Skirö 74:2) | Röse             |              | Skirö, Småland      |       | 57.367289, 15.376427 | 10065700740002 | Ladda upp en bild av detta fornminne |
| Sundsängen (Skirö 74:3) | Röse             |              | Skirö, Småland      |       | 57.367289, 15.376703 | 10065700740003 | Ladda upp en bild av detta fornminne |

## Stenberga
| Namn                            | Lämningstyp  | Tillkomsttid | Historisk indelning | Plats | Läge                 | ID-nr          | Bild                                 |
| ------------------------------- | ------------ | ------------ | ------------------- | ----- | -------------------- | -------------- | ------------------------------------ |
| Stenberga 1:1                   | Röse         |              | Stenberga, Småland  |       | 57.341973, 15.399033 | 10065900010001 | Ladda upp en bild av detta fornminne |
| Stenberga 1:2                   | Stensättning |              | Stenberga, Småland  |       | 57.341855, 15.399167 | 10065900010002 | Ladda upp en bild av detta fornminne |
| Stenberga 5:1                   | Stensättning |              | Stenberga, Småland  |       | 57.321526, 15.423124 | 10065900050001 | Ladda upp en bild av detta fornminne |
| Stenberga 9:1                   | Stensättning |              | Stenberga, Småland  |       | 57.316657, 15.499055 | 10065900090001 | Ladda upp en bild av detta fornminne |
| Stenberga 14:1                  | Stensättning |              | Stenberga, Småland  |       | 57.304541, 15.465698 | 10065900140001 | Ladda upp en bild av detta fornminne |
| Stenberga 74:1                  | Stensättning |              | Stenberga, Småland  |       | 57.305209, 15.465463 | 10065900740001 | Ladda upp en bild av detta fornminne |
| Stenberga 75:1                  | Stensättning |              | Stenberga, Småland  |       | 57.320491, 15.424380 | 10065900750001 | Ladda upp en bild av detta fornminne |
| Stenberga 83:1                  | Stensättning |              | Stenberga, Småland  |       | 57.326923, 15.422637 | 10065900830001 | Ladda upp en bild av detta fornminne |
| 2) Lustigkulle (Stenberga 84:1) | Stensättning |              | Stenberga, Småland  |       | 57.326517, 15.424505 | 10065900840001 | Ladda upp en bild av detta fornminne |

## Södra Solberga
| Namn                              | Lämningstyp    | Tillkomsttid | Historisk indelning     | Plats | Läge                 | ID-nr          | Bild                                 |
| --------------------------------- | -------------- | ------------ | ----------------------- | ----- | -------------------- | -------------- | ------------------------------------ |
| Södra Solberga 3:1                | Röse           |              | Södra Solberga, Småland |       | 57.222580, 15.089270 | 10066700030001 | Ladda upp en bild av detta fornminne |
| Södra Solberga 13:1               | Stensättning   |              | Södra Solberga, Småland |       | 57.243895, 15.042387 | 10066700130001 | Ladda upp en bild av detta fornminne |
| Södra Solberga 13:2               | Stensättning   |              | Södra Solberga, Småland |       | 57.243674, 15.042267 | 10066700130002 | Ladda upp en bild av detta fornminne |
| Södra Solberga 13:3               | Stensättning   |              | Södra Solberga, Småland |       | 57.243668, 15.042060 | 10066700130003 | Ladda upp en bild av detta fornminne |
| Södra Solberga 19:1               | Röse           |              | Södra Solberga, Småland |       | 57.253817, 15.045963 | 10066700190001 | Ladda upp en bild av detta fornminne |
| Gullhögarna (Södra Solberga 20:1) | Röse           |              | Södra Solberga, Småland |       | 57.238860, 15.095438 | 10066700200001 | Ladda upp en bild av detta fornminne |
| Gullhögarna (Södra Solberga 20:2) | Röse           |              | Södra Solberga, Småland |       | 57.238963, 15.095386 | 10066700200002 | Ladda upp en bild av detta fornminne |
| Gullhögarna (Södra Solberga 20:3) | Röse           |              | Södra Solberga, Småland |       | 57.239052, 15.095302 | 10066700200003 | Ladda upp en bild av detta fornminne |
| Gullhögarna (Södra Solberga 20:4) | Röse           |              | Södra Solberga, Småland |       | 57.238890, 15.095180 | 10066700200004 | Ladda upp en bild av detta fornminne |
| Södra Solberga 21:1               | Stenkammargrav |              | Södra Solberga, Småland |       | 57.254821, 15.060799 | 10066700210001 | Ladda upp en bild av detta fornminne |
| Södra Solberga 22:1               | Stensättning   |              | Södra Solberga, Småland |       | 57.226752, 15.030697 | 10066700220001 | Ladda upp en bild av detta fornminne |
| Södra Solberga 23:1               | Röse           |              | Södra Solberga, Småland |       | 57.233593, 15.102079 | 10066700230001 | Ladda upp en bild av detta fornminne |
| Södra Solberga 24:1               | Röse           |              | Södra Solberga, Småland |       | 57.236404, 15.099966 | 10066700240001 | Ladda upp en bild av detta fornminne |
| Södra Solberga 24:2               | Stensättning   |              | Södra Solberga, Småland |       | 57.236228, 15.100549 | 10066700240002 | Ladda upp en bild av detta fornminne |
| Södra Solberga 27:1               | Stensättning   |              | Södra Solberga, Småland |       | 57.227928, 15.029181 | 10066700270001 | Ladda upp en bild av detta fornminne |
| Södra Solberga 27:2               | Stensättning   |              | Södra Solberga, Småland |       | 57.228042, 15.029428 | 10066700270002 | Ladda upp en bild av detta fornminne |
| Södra Solberga 27:3               | Stensättning   |              | Södra Solberga, Småland |       | 57.227912, 15.029472 | 10066700270003 | Ladda upp en bild av detta fornminne |
| Södra Solberga 29:1               | Stensättning   |              | Södra Solberga, Småland |       | 57.238702, 15.035907 | 10066700290001 | Ladda upp en bild av detta fornminne |
| Södra Solberga 44:1               | Stensättning   |              | Södra Solberga, Småland |       | 57.240748, 15.095247 | 10066700440001 | Ladda upp en bild av detta fornminne |

## Vetlanda
| Namn                                     | Lämningstyp                      | Tillkomsttid | Historisk indelning | Plats          | Läge                 | ID-nr          | Bild                                      |
| ---------------------------------------- | -------------------------------- | ------------ | ------------------- | -------------- | -------------------- | -------------- | ----------------------------------------- |
| Vetlanda 7:1                             | Röse                             |              | Vetlanda, Småland   |                | 57.503905, 14.999690 | 10067700070001 | Ladda upp en bild av detta fornminne      |
| Runstensbäclen (Vetlanda 10:1)           | Runristning                      |              | Vetlanda, Småland   |                | 57.494831, 15.082494 | 10067700100001 | Ladda upp en till bild av detta fornminne |
| Kapellet, Kapellbacken (Vetlanda 11:1)   | Röse                             |              | Vetlanda, Småland   |                | 57.497004, 15.078583 | 10067700110001 | Ladda upp en bild av detta fornminne      |
| Vetlanda 12:1                            | Röse                             |              | Vetlanda, Småland   |                | 57.486763, 15.048265 | 10067700120001 | Ladda upp en bild av detta fornminne      |
| Vetlanda 13:1                            | Röse                             |              | Vetlanda, Småland   |                | 57.485756, 15.041360 | 10067700130001 | Ladda upp en bild av detta fornminne      |
| Vetlanda 19:1                            | Runristning                      |              | Vetlanda, Småland   |                | 57.463563, 15.068247 | 10067700190001 | Ladda upp en till bild av detta fornminne |
| Vetlanda 19:2                            | Grav markerad av sten/block      |              | Vetlanda, Småland   |                | 57.463619, 15.068411 | 10067700190002 | Ladda upp en bild av detta fornminne      |
| Vetlanda 20:1                            | Röse                             |              | Vetlanda, Småland   |                | 57.460436, 15.054367 | 10067700200001 | Ladda upp en bild av detta fornminne      |
| Vetlanda 20:2                            | Stensättning                     |              | Vetlanda, Småland   |                | 57.460649, 15.054248 | 10067700200002 | Ladda upp en bild av detta fornminne      |
| Vetlanda 21:1                            | Röse                             |              | Vetlanda, Småland   |                | 57.450021, 15.074353 | 10067700210001 | Ladda upp en bild av detta fornminne      |
| Vetlanda 25:1                            | Röse                             |              | Vetlanda, Småland   |                | 57.471741, 15.101712 | 10067700250001 | Ladda upp en bild av detta fornminne      |
| Vetlanda 26:1                            | Röse                             |              | Vetlanda, Småland   |                | 57.474274, 15.108855 | 10067700260001 | Ladda upp en bild av detta fornminne      |
| Tjustkulle (Vetlanda 28:1)               | Stensättning                     |              | Vetlanda, Småland   |                | 57.436615, 15.066349 | 10067700280001 | Ladda upp en bild av detta fornminne      |
| Vetlanda 31:1                            | Gravfält                         |              | Vetlanda, Småland   |                | 57.433052, 15.083040 | 10067700310001 | Ladda upp en bild av detta fornminne      |
| Vetlanda 31:2                            | Hög                              |              | Vetlanda, Småland   |                | 57.432263, 15.084923 | 10067700310002 | Ladda upp en bild av detta fornminne      |
| Vetlanda 32:1                            | Röse                             |              | Vetlanda, Småland   |                | 57.438902, 15.090918 | 10067700320001 | Ladda upp en bild av detta fornminne      |
| Vetlanda 32:2                            | Stensättning                     |              | Vetlanda, Småland   |                | 57.438827, 15.090671 | 10067700320002 | Ladda upp en bild av detta fornminne      |
| Vetlanda 32:3                            | Stensättning                     |              | Vetlanda, Småland   |                | 57.438914, 15.091184 | 10067700320003 | Ladda upp en bild av detta fornminne      |
| Vetlanda 33:1                            | Röse                             |              | Vetlanda, Småland   |                | 57.463330, 15.035411 | 10067700330001 | Ladda upp en bild av detta fornminne      |
| Vetlanda 33:2                            | Stensättning                     |              | Vetlanda, Småland   |                | 57.463481, 15.035331 | 10067700330002 | Ladda upp en bild av detta fornminne      |
| Vetlanda 34:1                            | Röse                             |              | Vetlanda, Småland   |                | 57.464248, 15.034108 | 10067700340001 | Ladda upp en bild av detta fornminne      |
| Vetlanda 35:1                            | Gravfält                         |              | Vetlanda, Småland   |                | 57.462833, 15.031062 | 10067700350001 | Ladda upp en bild av detta fornminne      |
| Vetlanda 37:1                            | Stensättning                     |              | Vetlanda, Småland   |                | 57.461075, 15.030991 | 10067700370001 | Ladda upp en bild av detta fornminne      |
| Vetlanda 37:2                            | Stensättning                     |              | Vetlanda, Småland   |                | 57.460881, 15.031021 | 10067700370002 | Ladda upp en bild av detta fornminne      |
| Vetlanda 38:1                            | Gravfält                         |              | Vetlanda, Småland   |                | 57.442942, 15.048918 | 10067700380001 | Ladda upp en bild av detta fornminne      |
| Vetlanda 39:1                            | Gravfält                         |              | Vetlanda, Småland   |                | 57.443728, 15.049743 | 10067700390001 | Ladda upp en bild av detta fornminne      |
| Sm 104 (Vetlanda 40:1)                   | Runristning                      |              | Vetlanda, Småland   | Vetlanda kyrka | 57.430935, 15.073973 | 10067700400001 | Ladda upp en till bild av detta fornminne |
| Vetlanda 40:2                            | Runristning                      |              | Vetlanda, Småland   |                | 57.430935, 15.073973 | 10067700400002 | Ladda upp en bild av detta fornminne      |
| Vetlanda 41:1                            | Röse                             |              | Vetlanda, Småland   |                | 57.430588, 15.046103 | 10067700410001 | Ladda upp en bild av detta fornminne      |
| Vetlanda 42:1                            | Röse                             |              | Vetlanda, Småland   |                | 57.430829, 15.052839 | 10067700420001 | Ladda upp en bild av detta fornminne      |
| Tjuvarör (Vetlanda 43:1)                 | Gravfält                         |              | Vetlanda, Småland   |                | 57.430325, 15.044120 | 10067700430001 | Ladda upp en bild av detta fornminne      |
| Vetlanda 45:1                            | Hög                              |              | Vetlanda, Småland   |                | 57.429580, 15.102792 | 10067700450001 | Ladda upp en bild av detta fornminne      |
| Vetlanda 45:2                            | Stensättning                     |              | Vetlanda, Småland   |                | 57.429716, 15.102186 | 10067700450002 | Ladda upp en bild av detta fornminne      |
| Vetlanda 45:3                            | Hög                              |              | Vetlanda, Småland   |                | 57.430062, 15.102556 | 10067700450003 | Ladda upp en bild av detta fornminne      |
| Vetlanda 48:1                            | Gravfält                         |              | Vetlanda, Småland   |                | 57.421037, 15.053864 | 10067700480001 | Ladda upp en bild av detta fornminne      |
| Vetlanda 49:1                            | Stenkammargrav                   |              | Vetlanda, Småland   |                | 57.418799, 15.051123 | 10067700490001 | Ladda upp en bild av detta fornminne      |
| Vetlanda 50:1                            | Röse                             |              | Vetlanda, Småland   |                | 57.416631, 15.056817 | 10067700500001 | Ladda upp en bild av detta fornminne      |
| Rese sten (Vetlanda 52:1)                | Runristning                      |              | Vetlanda, Småland   |                | 57.427425, 15.082305 | 10067700520001 | Ladda upp en bild av detta fornminne      |
| Vetlanda 53:1                            | Gravfält                         |              | Vetlanda, Småland   |                | 57.425202, 15.115786 | 10067700530001 | Ladda upp en bild av detta fornminne      |
| Vetlanda 54:1                            | Hög                              |              | Vetlanda, Småland   |                | 57.424362, 15.147580 | 10067700540001 | Ladda upp en bild av detta fornminne      |
| Vetlanda 55:1                            | Hög                              |              | Vetlanda, Småland   |                | 57.421485, 15.116743 | 10067700550001 | Ladda upp en bild av detta fornminne      |
| Vetlanda 56:1                            | Stensättning                     |              | Vetlanda, Småland   |                | 57.421264, 15.060152 | 10067700560001 | Ladda upp en bild av detta fornminne      |
| Vetlanda 57:1                            | Röse                             |              | Vetlanda, Småland   |                | 57.392092, 15.133216 | 10067700570001 | Ladda upp en bild av detta fornminne      |
| Skrivareberget (Vetlanda 59:1)           | Ristning, medeltid/historisk tid |              | Vetlanda, Småland   |                | 57.429311, 15.182750 | 10067700590001 | Ladda upp en bild av detta fornminne      |
| Vetlanda 64:1                            | Stenkammargrav                   |              | Vetlanda, Småland   |                | 57.416419, 15.051142 | 10067700640001 | Ladda upp en bild av detta fornminne      |
| Vetlanda 66:1                            | Hög                              |              | Vetlanda, Småland   |                | 57.453896, 15.106613 | 10067700660001 | Ladda upp en bild av detta fornminne      |
| Vetlanda 67:1                            | Stensättning                     |              | Vetlanda, Småland   |                | 57.444321, 15.110303 | 10067700670001 | Ladda upp en bild av detta fornminne      |
| Vetlanda 67:2                            | Stensättning                     |              | Vetlanda, Småland   |                | 57.444266, 15.110038 | 10067700670002 | Ladda upp en bild av detta fornminne      |
| Vetlanda 74:1                            | Röse                             |              | Vetlanda, Småland   |                | 57.432128, 15.140625 | 10067700740001 | Ladda upp en bild av detta fornminne      |
| Vetlanda 75:1                            | Röse                             |              | Vetlanda, Småland   |                | 57.428423, 15.044583 | 10067700750001 | Ladda upp en bild av detta fornminne      |
| Vetlanda 77:1                            | Hög                              |              | Vetlanda, Småland   |                | 57.438716, 15.071495 | 10067700770001 | Ladda upp en bild av detta fornminne      |
| Vetlanda 112:1                           | Stensättning                     |              | Vetlanda, Småland   |                | 57.458563, 15.056430 | 10067701120001 | Ladda upp en bild av detta fornminne      |
| Vetlanda 113:1                           | Stensättning                     |              | Vetlanda, Småland   |                | 57.439126, 15.093208 | 10067701130001 | Ladda upp en bild av detta fornminne      |
| Vetlanda 113:3                           | Stensättning                     |              | Vetlanda, Småland   |                | 57.439022, 15.094312 | 10067701130003 | Ladda upp en bild av detta fornminne      |
| Vetlanda 114:1                           | Runristning                      |              | Vetlanda, Småland   |                | 57.430784, 15.073904 | 10067701140001 | Ladda upp en bild av detta fornminne      |
| Palmsholm (Vetlanda 120:1)               | Hög                              |              | Vetlanda, Småland   |                | 57.447037, 15.071519 | 10067701200001 | Ladda upp en bild av detta fornminne      |
| Palmsholm (Vetlanda 120:2)               | Stensättning                     |              | Vetlanda, Småland   |                | 57.447125, 15.071349 | 10067701200002 | Ladda upp en bild av detta fornminne      |
| Palmsholm (Vetlanda 120:3)               | Hög                              |              | Vetlanda, Småland   |                | 57.447007, 15.071303 | 10067701200003 | Ladda upp en bild av detta fornminne      |
| Vetlanda 123:1                           | Gravfält                         |              | Vetlanda, Småland   |                | 57.410083, 15.123139 | 10067701230001 | Ladda upp en bild av detta fornminne      |
| Källerör??, Björnarör?? (Vetlanda 124:1) | Röse                             |              | Vetlanda, Småland   |                | 57.422277, 15.142078 | 10067701240001 | Ladda upp en bild av detta fornminne      |
| Vetlanda 125:1                           | Röse                             |              | Vetlanda, Småland   |                | 57.420058, 15.146490 | 10067701250001 | Ladda upp en bild av detta fornminne      |
| Vetlanda 126:1                           | Stensättning                     |              | Vetlanda, Småland   |                | 57.421863, 15.143158 | 10067701260001 | Ladda upp en bild av detta fornminne      |
| Vetlanda 133:1                           | Stensättning                     |              | Vetlanda, Småland   |                | 57.414607, 15.170217 | 10067701330001 | Ladda upp en bild av detta fornminne      |
| Vetlanda 133:2                           | Stensättning                     |              | Vetlanda, Småland   |                | 57.414561, 15.170035 | 10067701330002 | Ladda upp en bild av detta fornminne      |
| Vetlanda 134:1                           | Stensättning                     |              | Vetlanda, Småland   |                | 57.422892, 15.177970 | 10067701340001 | Ladda upp en bild av detta fornminne      |
| Vetlanda 148:1                           | Stensättning                     |              | Vetlanda, Småland   |                | 57.436958, 15.082315 | 10067701480001 | Ladda upp en bild av detta fornminne      |
| Vetlanda 238                             | Stensättning                     |              | Vetlanda, Småland   |                | 57.427843, 15.066279 | 12000000010150 | Ladda upp en bild av detta fornminne      |
| Vetlanda 239                             | Stensättning                     |              | Vetlanda, Småland   |                | 57.427963, 15.066374 | 12000000010151 | Ladda upp en bild av detta fornminne      |
| Vetlanda 240                             | Stenkrets                        |              | Vetlanda, Småland   |                | 57.427882, 15.066457 | 12000000010152 | Ladda upp en bild av detta fornminne      |
| Vetlanda 241                             | Stensättning                     |              | Vetlanda, Småland   |                | 57.427947, 15.066224 | 12000000010153 | Ladda upp en bild av detta fornminne      |
| Vetlanda 317                             | Röse                             |              | Vetlanda, Småland   |                | 57.469730, 15.042221 | 12000000053839 | Ladda upp en bild av detta fornminne      |
| Vetlanda 337                             | Stenkrets                        |              | Vetlanda, Småland   |                | 57.430121, 15.106012 | 12000000079064 | Ladda upp en bild av detta fornminne      |
| Vetlanda 411                             | Stensättning                     |              | Vetlanda, Småland   |                | 57.389027, 15.146006 | 12000000123827 | Ladda upp en bild av detta fornminne      |
| Vetlanda 422                             | Stensättning                     |              | Vetlanda, Småland   |                | 57.388522, 15.144807 | 12000000123841 | Ladda upp en bild av detta fornminne      |
| Vetlanda 425                             | Stensättning                     |              | Vetlanda, Småland   |                | 57.389010, 15.145579 | 12000000123844 | Ladda upp en bild av detta fornminne      |